# 猛獅科技
猛狮新能源科技（河南）股份有限公司，簡稱猛獅科技（英語：Dynavolt Renewable Power Technology (Henan) Co., Ltd.；老三板：400144，简称：猛狮3；深交所除牌前：002684，简称：猛狮退），於1999年由陳樂伍（董事長）於广东省汕头市澄海区莲河西路設立，名為「汕头市澄海区沪美蓄电池有限公司」（前身為「澄海县沪美蓄电池厂」，以及「澄海市沪美蓄电池有限公司」）。
現時業務为在國內經營生產、研發及銷售蓄電池產品，招股價為22元人民幣，發行新股為1,330 万股，而集資額為2.92億元人民幣，股份則在2012年6月12日於深圳證券交易所中小板上市。
2020年3月，该公司将总部由汕头市迁至河南省三门峡市。10月20日，公司名称正式由“广东猛狮新能源科技股份有限公司”变更为现时名称。

## 連結
- Dynavolt.net （页面存档备份，存于）